# Міхеєшть (Клуж)
Міхеєшть, Міхеєшті (рум. Mihăiești) — село у повіті Клуж в Румунії. Входить до складу комуни Синпаул.
Село розташоване на відстані 344 км на північний захід від Бухареста, 19 км на північний захід від Клуж-Напоки.

## Населення
За даними перепису населення 2002 року у селі проживали 318 осіб.
Національний склад населення села:
| Національність | Кількість осіб | Відсоток |
| -------------- | -------------- | -------- |
| румуни         | 286            | 89,9%    |
| цигани         | 27             | 8,5%     |
| угорці         | 5              | 1,6%     |

Рідною мовою назвали:
| Мова      | Кількість осіб | Відсоток |
| --------- | -------------- | -------- |
| румунська | 290            | 91,2%    |
| циганська | 23             | 7,2%     |
| угорська  | 5              | 1,6%     |